# Premio Ciudad de Salamanca de Novela
El premio Ciudad de Salamanca de Novela es un certamen literario creado por el Ayuntamiento de Salamanca en 1996. El premio está dotado con 15.000 euros y la publicación y distribución de la obra premiada por Ediciones del Viento. En el jurado han participado a lo largo de los años personalidades del mundo de las letras, como Luis Alberto de Cuenca, Rosario Martín Ruano, Emilio Pascual, Fernando Marías y José Antonio Cordón.
La entrega de los premios se realiza antes de que finalice el año en curso.

## Ganadores
- 1996  Jorge Márquez: El claro de los 13 perros[2]

- 1997 Álvaro Bermejo Marcos: El reino del año mil [3]

- 1998

- 2006 Tomás Sánchez Santiago: Calle feria. [4]

- 2009 Pilar Salamanca Segoviano: Los años equivocados[5]

- 2010 Alfredo Taján: Pez Espada.

- 2012 Manuel García Rubio: La casa en ruinas

- 2014 Miguel Fernández Pacheco: Ava la loba[6]

- 2017 Ramón Jesús Soria: Salsa de olvido.[7]

- 2018 Ángel Aguado López: Patagonia.[8]

- 2019 Julián Granado: El complot Canalejas.[9]

- 2020 Crisanto Pérez: El tiempo ausente.[10]

- 2021 Xavier Carbonell: El fin del juego.[11]

- 2022 Emilce Mariel Acuña: Tordos.[12]
- 2023 Beatriz Alcaná: Teseo en llamas.[13]